# Вільянуева-де-Гормас
Вільянуева-де-Гормас (ісп. Villanueva de Gormaz) — муніципалітет в Іспанії, у складі автономної спільноти Кастилія-і-Леон, у провінції Сорія. Населення — 10 осіб (2010).
Муніципалітет розташований на відстані близько 130 км на північний схід від Мадрида, 60 км на південний захід від Сорії.

## Демографія
Динаміка населення (INE ):

## Галерея зображень

Розташування муніципалітету Вільянуева-де-Гормас